# Trésor de Sandur

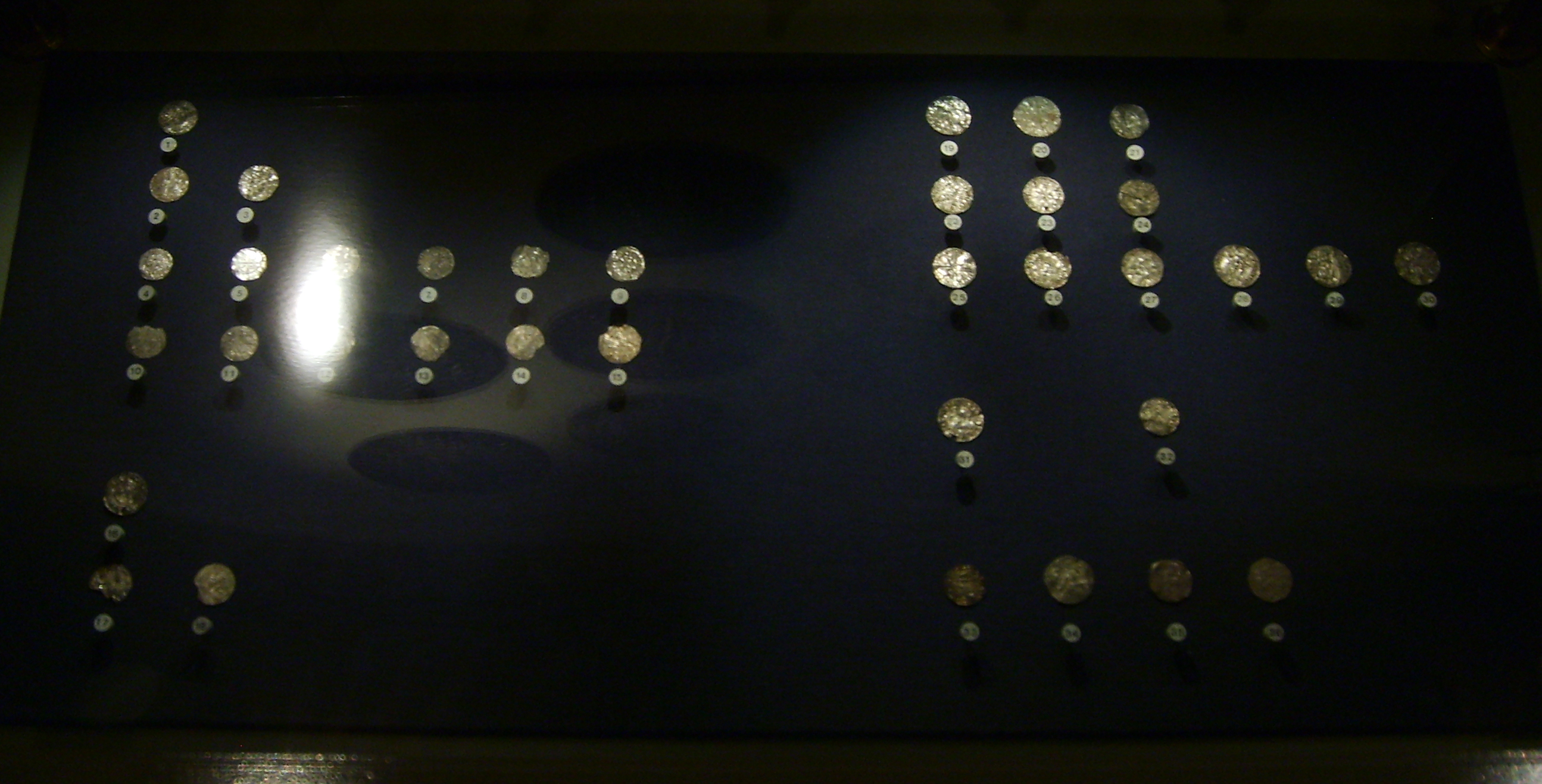
Certaines des pièces exposées au Musée national des îles Féroé.

Le trésor de Sandur est un trésor trouvé à Sandur en 1863. À ce jour, il s'agit du seul trésor trouvé dans les îles Féroé. Il est composé de quatre-vingt-dix-huit pièces d'argent, probablement enterrées entre 1070 et 1080. Il représente une source importante pour l'histoire des îles Féroé, dans la mesure où il donne des indications sur les pays qui entretenaient des relations commerciales avec l'archipel au XIe siècle ; on estime généralement que la période viking aux Féroé s'achève vers 1035, date à laquelle les îles passent sous l'influence de la Norvège. Les pièces sont aujourd'hui exposées au musée national des îles Féroé (Føroya Fornminnissavn) de Tórshavn.

## Composition[1]
- 24 pièces venant d’Angleterre :
  - 3 d'Æthelred le Malavisé (978-1016)
  - 9 de Knut le Grand (1016-1035), dont une contrefaçon
  - 3 d'Harold Pied-de-Lièvre (1035-1042)
  - 8 d'Édouard le Confesseur (1042-1066)
  - 1 contrefaçon non identifiable
- 1 pièce irlandaise, frappée vers 1050
- 5 pièces danoises :
  - 2 de Knut III (1035-1042)
  - 1 frappée entre 1050 et 1095
  - 2 contrefaçons
- 17 pièces venant de Norvège
  - 1 du co-règne de Magnus I et Harald III (1046-1047)
  - 2 du seul Harald III (1047-1066)
  - 4 du co-règne de Magnus II et Olaf III (1066-1069)
  - 10 remontant aux co-règnes évoqués ci-dessus ou au règne d'Olaf III seul (1069-1093), qui n'ont pas été datées avec une plus grande précision
- 40 pièces allemandes :
  - 1 de l'empereur Conrad II (1024-1039)
  - 2 de Bruno III de Brunswick (1038-1057)
  - 1 de Teoderik de Lorraine (959-1032)
  - 1 de l'évêque Eberhard d'Augsbourg (1029-1047) à l'effigie de Conrad II
  - 1 de l'évêque Bernold d'Utrecht (1027-1054)
  - 1 pièce d'origine incertaine, du même type que la précédente
  - 1 de Vieux-Brisach
  - 1 de Celles
  - 1 de Deventer
  - 1 de Duisbourg
  - 1 de Goslar
  - 1 de Hoya
  - 1 de Magdebourg
  - 1 de Remagen
  - 1 de Spire
  - 1 de Tiel
  - 1 de Wurtzbourg
  - 29 autres, qui n'étaient pas identifiées en 1979
- 1 pièce hongroise, du règne d'Étienne Ier (997-1038)

### Sources
- (en) G.V.C. Young, From the Vikings to the Reformation. A Chronicle of the Faroe Islands up to 1538, île de Man, Shearwater Press, 1979